# Raid de Bombanda
Crise anglophone au Cameroun
Batailles
- Batibo
- Menka
- Ekona Mbenge
- Ndop
- Wum
- Nkwen
- Opération Free Bafut
- Opération Bamenda Clean
- Opération Bui Clean
- Bamessing
- Njitapon
- Bambui
- Kumbo

- Ekondo-Titi
- Course de l'espoir
- Nkambé

- Ngarbuh
- Kumba
- Mautu
- Ekondo-Titi
- Obonyi II
- Missong
- Akwaya
- Bakinjaw
- Bamenda
- Egbekaw
- Bamenyam

Le raid de Bombanda est une opération militaire menée le 24 octobre 2024, pendant la crise anglophone au Cameroun, par le 6e Bataillon d'intervention rapide (BIR) contre le chef séparatiste Ndiba Lenya Clifford (alias « Général Lucifer ») dans le village de Bombanda, dans la région du Sud-Ouest du Cameroun.  
L'opération se solde par la mort du chef séparatiste et de huit de ses associés. La population locale aurait aidé le 6e BIR à mener à bien l'opération et aurait ensuite approuvé la mort du chef séparatiste. 

## Contexte
Depuis fin 2017, les régions anglophones du Nord-Ouest et du Sud-Ouest du Cameroun sont le théâtre d'un conflit armé opposant le gouvernement camerounais à divers groupes séparatistes. Le département de la Meme, dans la région du Sud-Ouest, devient l'un des centres de l'insurrection séparatiste, avec divers chefs rebelles et groupes opérant dans la région,. Au fil du temps, les séparatistes ont eu de plus en plus recours à la criminalité violente, y compris des enlèvements contre rançon, pour financer leurs opérations. Les attaques contre les civils se multiplient également.
L'un des groupes séparatistes du département de la Meme est dirigée par Ndiba Lenya Clifford, qui adopte les pseudonymes de « général Lucifer » et de « maréchal Lucifer ». Ces titres et pseudonymes autoproclamés sont typiques des commandants séparatistes, utilisés pour susciter le respect et la peur. Il surnomme son groupe « l'escouade Al-Qaïda de la Meme ». Les forces de sécurité camerounaises s'efforcent activement d'éliminer Ndiba Lenya Clifford. En juin et juillet 2023, des raids visent à le tuer ou à le capturer ; il est blessé lors d'un affrontement, mais s'en sort vivant. Toutefois, un associé nommé « Commander Yong Money » est tué à Mbonge au cours de ces opérations,.
À la mi-2024, le groupe de Ndiba Lenya Clifford devient plus audacieux dans ses opérations. Le 8 mai, le groupe attaque un avant-poste militaire à Bomana, provoquant la fuite des forces de sécurité locales. Les séparatistes incendient l'avant-poste et publient une vidéo dans laquelle Ndiba Lenya Clifford se moque des forces gouvernementales et les met au défi de le combattre. Plus tard dans le mois, le groupe enlève 28 personnes dans une église de Bai Panya, affirmant que ces civils avaient coopéré avec le gouvernement camerounais en obtenant des cartes d'identité et des certificats de naissance pour voter lors des prochaines élections présidentielles. Selon Mimi Mefo Info, « la région du Sud-Ouest est restée sous le choc » après cet enlèvement de masse, d'autant plus que Ndiba Lenya Clifford menace indirectement de tuer les victimes. Le séparatiste aurait également imposé des taxes aux négociants locaux de cacao, harcelant, voire tuant, ceux qui ne payaient pas. Selon The Guardian Post et Actu Cameroun, Ndiba Lenya Clifford et son « escadron Al-Qaïda » étaient de plus en plus perçus par les habitants de la Meme comme un groupe oppressif et perturbateur, poussant les civils à demander l'aide des forces de sécurité,.

## Déroulement
Le 24 octobre 2024, le 6e BIR agit sur la base des informations fournies par les civils locaux,. Un contingent du bataillon sous le commandement du lieutenant-colonel Onana Gilles Mbarga lance un raid, ciblant la cachette et la base principale de Ndiba Lenya Clifford dans le village de Bombanda. Les séparatistes sont surpris par l'attaque et sont débordés. Ndiba Lenya Clifford est tué avec huit associés,, dont les sous-commandants « Général Rassman », « Général Don Plus », « Général Police », « Colonel Viper », « Colonel Doze » et « Commandant Black ». L'officier divisionnaire supérieur de la Meme déclare en outre que le 6e BIR avait capturé 13 armes, uniformes et quelques engins explosifs improvisés (EEI) au cours de l'opération,.

## Suites
Selon The Guardian Post, la défaite du groupe de Ndiba Lenya Clifford est accueillie avec satisfaction par la population locale. Un cultivateur de cacao déclare à une station de radio qu'il pouvait enfin retourner s'occuper de son champ après la défaite des séparatistes. Malgré la mort de Ndiba Lenya Clifford, d'autres chefs séparatistes continuent à être actifs dans le département de la Meme, y compris à Mbonge. En avril 2025, le 6e BIR parvient à contraindre l'un de ces commandants rebelles, le « Field Marshal Millipede », à se rendre avec plusieurs de ses partisans.